# Pipil
Pipil es el nombre con el que comúnmente se nombra a los pueblos indígenas nahuas de Centroamérica cuyo lenguaje nativo es el idioma náhuat (también llamado pipil), y que en la actualidad habitan en la zona occidental y central de El Salvador y en los departamentos de Rivas, Chinandega, Nueva Segovia, Masaya, Jinotega y el municipio de Sebaco en Nicaragua (donde también son conocidos como nicaraos); anteriormente también hubo miembros de la etnia en Guatemala, Honduras y Costa Rica. Sus antepasados se consideran provenientes de los toltecas, que emigraron a Centroamérica en varias olas desde México, entre los siglos siglo X y siglo XIII d. C.
Actualmente, únicamente en El Salvador aún hay hablantes puros de su idioma originario; siendo junto con los lencas las únicas etnias del país que todavía conservan sus lenguas. Asimismo, del nahuat proceden muchos nombres de lugares del centro y occidente del país, como Cuzcatlán (cuyo nombre proviene del centro cultural y político del mismo nombre, cerca de la actual ciudad de San Salvador).

## Etimología

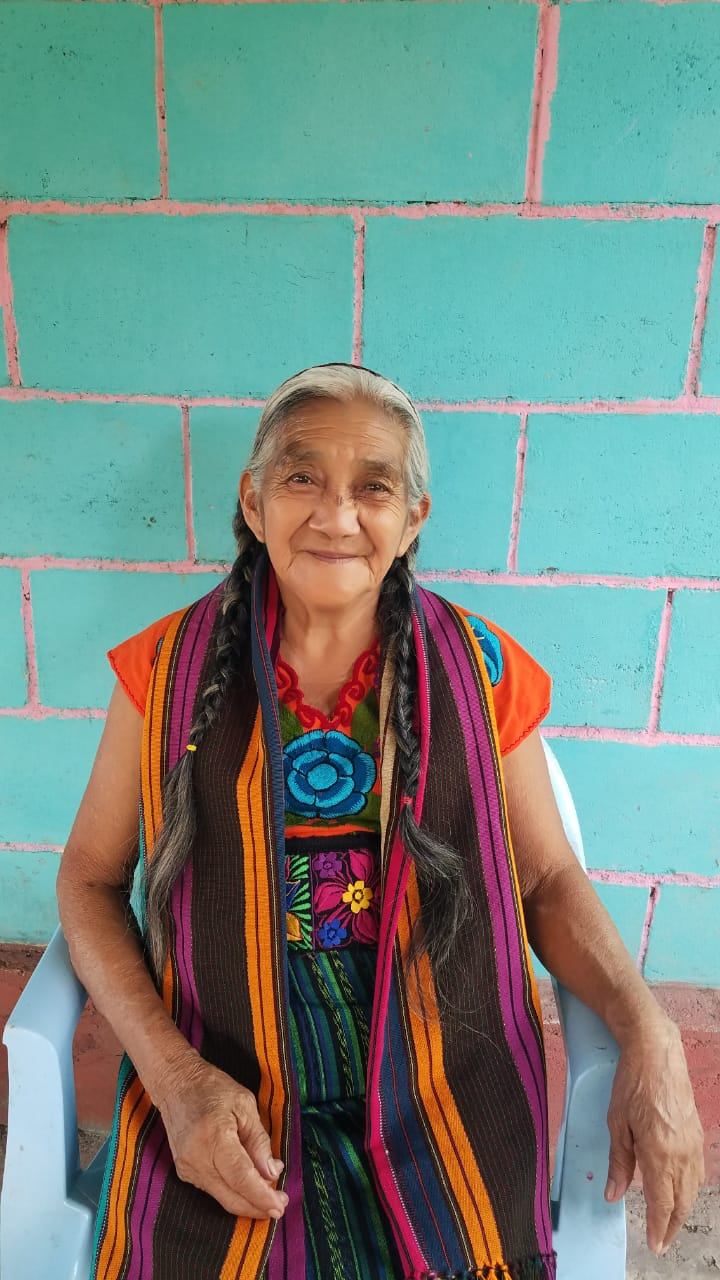
Nantzin Sixta es una mujer hablante nativa del idioma náhuat en Santo Domingo de Guzmán.

La Real Academia Española establece a la palabra pipil como el término correcto para denominar a esta etnia en la lengua española, dándole los siguientes significados:
- Dicho de una persona: De un pueblo precolombino, descendiente directo de los nahuas, que habitaba en el occidente de El Salvador.
- Perteneciente o relativo a los pipiles.
- Perteneciente o relativo al pipil (lengua). Léxico pipil.
- Lengua yutoazteca meridional, derivada del náhuatl, que hablan los pipiles en El Salvador, Guatemala meridional y Honduras septentrional.[23]

En la literatura antropológica y lingüística, se usa comúnmente el término pipil para denominar a este grupo poblacional, para evitar caer en ambigüedades y en confusiones con los otros grupos náhuablantes. Por otro lado, los propios indígenas se autodenominan asimismos como nahuas, el cual es un término cultural y étnico que es utilizado por todos los grupos hablantes tanto de náhuatl como de náhuat (que es como denominan su lengua los pipiles), ya sean de México o de Centroamérica; y que por ende es un término amplio y lleno de ambigüedades.
Para la mayoría de los autores, los términos pipil o náhuat se usan para referirse al idioma hablado en América Central únicamente (es decir, excluyendo a las otras variedades nahuas de México). Sin embargo, ambos (junto con el término de náhuatl oriental) también se han utilizado para referirse a las variedades del idioma náhuatl en los estados del sur de México como Veracruz, Tabasco y Chiapas, que al igual que el náhuat, han reducido el sonido /tl/ a /t/. Las variedades que se hablan en estas tres áreas comparten mayores similitudes con el náhuat que con las otras variedades del náhuatl, lo que sugiere una conexión más estrecha; sin embargo, el lingüista Lyle Campbell considera que el idioma náhuat es lo suficientemente distinto como para ser una lengua separada de la rama nahua nuclear (ya que comparte rasgos con el náhuatl central y el náhuatl periférico, este último que incluye a las variantes de náhuatl oriental), por lo que rechaza un subgrupo del náhuatl oriental que incluye al náhuat.

### Hipótesis del origen del término pipil
Por lo general, las hipótesis sobre el origen de la palabra pipil, tienden a plantear que es un término proveniente del náhuatl y que procede de los tlaxcaltecas y otros pueblos del mismo tronco lingüístico de México que estaban aliados con Pedro de Alvarado en la conquista de la región. Una de ellas, que en princio fue planteada por Francisco Antonio de Fuentes y Guzmán (en el tomo I libro 3 capítulo 2 de la Recordación Florida de 1890), Francisco Vásquez (en 1714) y Domingo Juarros (a inicios del siglo XIX), considera que se deriva de pipiltoton, que significa 'niño, muchacho u hombrecito', y que sería dado a las poblaciones que había en El Salvador y Guatemala al parecer porque al escuchar el idioma les parecía un náhuatl mal pronunciado, con acento de niño (sin embargo dicha hipótesis no se sustenta si se tienen en cuenta crónicas indígenas mexicanas y documentos del siglo XVI e inicios del XVII, como se verá más adelante).
Otra hipótesis, la proponen investigadores como el historiador Jorge Larde y Larín y el arqueólogo William Fowler, quienes señalan que el término pipil podría provenir del náhuatl pipiltin que se traduce como 'noble', por lo que considera que los conquistadores españoles y sus auxiliares indígenas tlaxcaltecas usarían el nombre como referencia a la élite de la población; o bien, según otra versión, por el nombre de un supuesto líder de las migraciones nahuas hacia Centroamérica, el príncipe Pipiltzin.
En los documentos coloniales del actual El Salvador, los nobles de las diferentes poblaciones indígenas se denominan asimismos como pipiltin; un ejemplo de ello, y donde en cambio a los niños se les denomina piltzin, lo podemos ver en el siguiente documento (escrito en la lengua que se ha denominado como náhuatl centroamericano que era usado como lengua franca por los indígenas de la costa pacífica de Centroamérica, sobre todo entre los nobles, y que se detallara en la siguiente sección) que es parte de un padrón de tributos que procede de un calpulli no nombrado que estaría ubicado en la Provincia de San Salvador (en el que se encontraban el departamento de Santa Ana y la zona central de El Salvador) o en la Provincia de San Miguel (hoy la zona oriental de El Salvador), muy probablemente en esta última porque antecede a una cuenta de tributos que menciona los padrones de Cacahuatique (hoy Ciudad Barrios), Yolotique, y Tapavera. Dicho documento dice:

Neuatl don Cristobal nocalpolco onicpoa:
¥ Don Cristobal iuan yciuauh. ce ipiltzin tatoani ¥ Juan Mintanbo iuan iciua. yei yipiltzin ¥ Pedro Mintatayi iuan iciua. naui ypiltzin ¥ Juan Tetomo iuan iciua . ome ipiltzin ¥ Juan Naopama iuan iciuauh ¥ Yzcatqui nica ompa pipilti amo quichiua tequitl
Español: Yo don Cristóbal en mi calpulli conté a:
¥ Don Cristóbal y su esposa. un niño dirigente. ¥ Juan Mintanbo y su esposa. dos niños ¥ Pedro Mintatayi y su esposa. cuatro niños ¥ Juan Tetomo y su esposa. dos niños ¥ Juan Naopama y su esposa ¥ Estos son nobles y no tienen que pagar tributo

Aunque se considera que la palabra pipil proviene de los indígenas hablantes de náhuatl que acompañaron a los españoles en la conquista; los propios documentos indígenas de México como las Relaciones (escritas a principios del siglo XVII) del cronista acolhua de Texcoco Fernando de Alva Ixtlilxóchitl o el anónimo Historia de los mexicanos por sus pinturas (de la década de 1530), no mencionan la palabra pipil sino que refieren a los miembros de la etnia únicamente como descendientes de los toltecas. Así Ixtlilxóchitl, en la páginas 395 de su «Décima tercia relación de la venida de los españoles y principio de la ley evangélica», después de hablar sobre la batalla de Acajutla (ocurrida en 1524), menciona que: 

Todos estos y los demás referidos desde la Provincia de Caltipan [hoy Jaltipa, Veracruz, México], son de nación Tulteca
Fernando de Alva Ixtlilxochitl

 Sobre lo anterior, Ixtlilxochitl menciona en su cuarta relación que antes de la llegada de los españoles entre los nahuablantes había dos agrupaciones de linajes: los chichimecas y los toltecas. Entre los chichimecas estaban los mexicas, acolhuas, tlaxcaltecas, otomíes, mazahuas, michuaques, etc; en cambio, entre los toltecas estaban los colhuas, cholultecas, xochimilcas, xicalancas, guatemaltecas (es decir los habitantes de la Capitanía general de Guatemala, los pipiles), etc. Además menciona que los pueblos chichimecas no eran originalmente nahuablantes sino que aprendieron la lengua de los toltecas; y que había varias variantes, en las que considera como mejor la propia (de los acolhuas), que los mexicas hablaban con soberbia, y que otros hablaban como cantando, llorando o riñendo. En el valle de México, luego de conflictos iniciales, los pueblos chichimecas buscarían toltequizarse (obtener rasgos y atributos toltecas) y los toltecas buscarían chichimezicarse; es de mencionar que ambos conceptos, toltecas y chichimecas, no definían estados evolutivos (como usualmente se han interpretado) sino que son identidades culturales, formas de identificación colectivas definidas a partir de la forma de subsistencia, de la organización social, de tecnología y de conocimientos.
Es en los documentos españoles donde se usa el término pipil; aunque en los documentos tempranos, cuando se menciona, no hay ninguna mención acerca de su origen o significado. Por ejemplo, en la Real Cédula del emperador Carlos V, expedida el 20 de julio de 1538 y dirigida al adelantado de Guatemala Pedro de Alvarado, se menciona que: 

... me hizierón Relación que puede auer onze años que los vezinos de la villa [de San Salvador] conquistaron a su costa y minción los yndios que se dicen de pipeles [pipiles], que son lengua de méxico, la costa adelante, veynte leguas hazia Guatimala
Emperador Carlos V

El nombre pipil, sin embargo, posiblemente no era un término usado por estos para referirse a su etnia, sino que quizás sería un exónimo o por lo menos su uso no tendría el mismo alcance o significado que tendría a partir de la conquista. En el corpus nahua de Guatemala (de los siglos XVI y XVII), por ejemplo, se identificaban a sí mismos con el nombre de su calpolli (también denominados chinamit en actual Guatemala) o altépetl, pero nunca como pipil; ejemplo de ello puede verse en textos como el título de Santa María Ixhuatán (en el departamento guatemalteco de Santa Rosa), que según el documento estaba integrado por los calpullis de Guazacapán (que era el principal), Ixhuatán, Tzinacantan, Nancinta y Pazaco (estos últimos dos probablemente de origen xinca; a todos ellos no hay confundirlos con poblaciones de igual nombre), por lo que en el mismo texto refiere (en traducción al castellano por Sergio Romero): «Estos son los principales guazacapanecas, ixhuatanecas, tzinacantecas, nancintecas y pasaquences que hicieron acto de presencia, nuestros hermanos gobernantes».

### Convivencia de la etnia con hablantes de náhuatl
En la Centroamérica prehispánica y colonial también habrían hablantes de náhuatl, como lo muestran los documentos coloniales tempranos de o dirigido a los pueblos nahuas de Centroamérica (incluyendo El Salvador y Nicaragua); donde de los 66 documentos nahuas que se han encontrado ninguno está en náhuat sino en una variante de náhuatl, que investigadores como Sergio Romero y Margarita Cossich Vielman denominan como Náhuatl Centroamericano; que habría sido una lengua franca principalmente en la costa pacífica centroamericana, habiendo también lugares al oriente de Guatemala donde se hablaba comúnmente y probablemente también lo hiciese en otras zonas de Centroamérica (principalmente entre la nobleza, ya que es de ellos de quienes procede los documentos coloniales; sobre esto, es de mencionar que en un informe de Fray Francisco de Zuaza, datado el 8 de junio de 1689, al hablar sobre el monasterio seráfico en San Salvador, menciona que: «tiene a su cargo... una doctrina de indios mexicanos pipiles, que es como si dijéramos la lengua mexicana plebeya»). Está lengua, difiere completamente del náhuat ya que carece de sus características distintivas y por ende no es una variedad del náhuat sino una lengua propia perteneciente al grupo náhuatl occidental, aunque se parece al náhuatl central tiene características cuya particular combinación lo hacen único y distinto, lo cual supone que habría llegado a Centroamérica siglos antes de la llegada de los españoles. Posiblemente, según Sergio Romero, este sería el idioma al que los españoles denominaron en un principio como mexicano corrupto (ya que el náhuat es un idioma distinto al náhuatl), quedando al final junto con el náhuat bajo la denominación de pipil. Por otro lado, según Paul Van Akkeren, algunos linajes de habla náhuatl o nahuat habrían sido el origen de algunos linajes mayas de los pueblos quiché, cakchiquel o tzutujil luego de adoptar dicho lenguaje.
A partir del año 1500, con la finalización de la conquista del Soconusco (región que también incluía parte del actual departamento de San Marcos en Guatemala) por Ahuízotl el Huey Tlatoani de Tenochtitlán, se empezaría a enviar pochtecas (comerciantes) al Señorío maya quiché de Gumarcaaj (al que los mexicas llamaron Utlatlán) y sus vecinos (envío que el cronista Francisco Antonio de Fuentes y Guzmán, en su Recordación Florida, consideró el origen de los hablantes de náhuat). Sin embargo, sería el envío de pochtecas por el Huey Tlatoani Moctezuma Xocoyotzin, que es referido en los Anales de los Cakchiqueles, el que lograría entablar relaciones con los señoríos mayas del altiplano guatemalteco; algunos de estos grupos de pochtecas establerían colonias mercante en diferentes zonas de la costa Caribe centroamericana: en el este de Honduras; en la desembocadura del río San Juan, entre Nicaragua y Costa Rica; en Sixaloa (la región de Talamanca, a lo largo de la frontera entre Costa Rica y Panamá); y cerca de Nombre de Dios en Panamá. Sobre el grupo nahua que vivía en el desaguadero del río San Juan (en la costa sureste de Nicaragua), Fray Juan de Torquemada en su obra la «Monarquía Indiana» menciona que: «ellos hablaban la lengua mexicana, no tan corrupta como los pipiles»; asimismo, según Antonio Vásquez de Espinoza en su obra Compendio y descripción de las Indias Occidentales, algunos de estos pochtecas decidieron quedarse al darse cuenta de la conquista de Tenochtitlán.
Con la llegada de los españoles, algunos de los pueblos hablantes de nahuátl que participaron en la conquista terminaron asentándose en Centroamérica, fundando poblaciones, en el caso de El Salvador de: Aculhuaca (donde se asentaron acolhuas de la orilla oriental del lago Texcoco), Texincal (poblado por varios indígenas del lago Texcoco; ambas hoy parte de Ciudad Delgado), Mejicanos (fundada principalmente por tlaxcaltecas y mexicas; además del cual habrían poblaciones de igual nombre cerca de Sonsonate, hoy barrio de Mexicanos, y de San Miguel, hoy parte de Santa María).

## Historia

### Época prehispánica

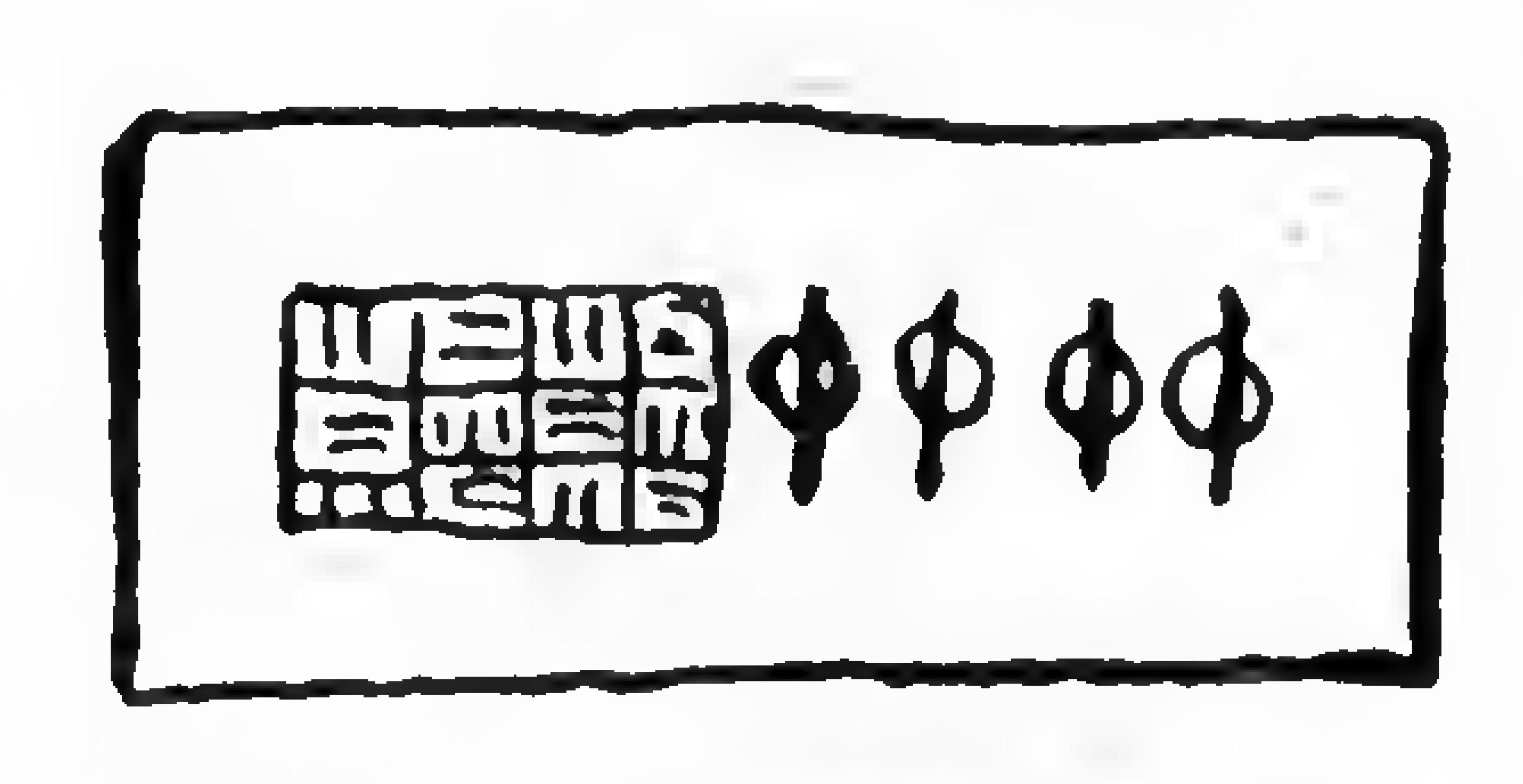
Muestra de escritura pipil que dice 4 zontes de mantas. En el sistema vigesimal prehispánico, 1 zonte significaba 400, por lo que en la imagen hay 1600 mantas; esa imagen procedería de un manuscrito de Sonsonate que fue documentado en la Recordación Florida, escrita por Francisco Antonio de Fuentes y Guzmán en 1690.

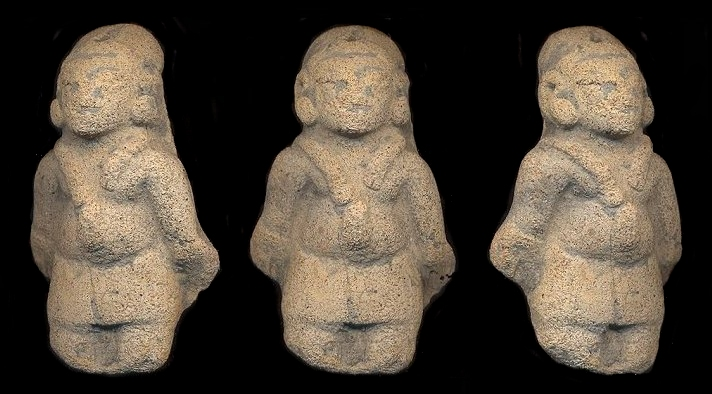
Una estatuilla prehispánica elaborada por pipiles en lo que hoy es Guatemala.

#### Origen
Los pipiles al igual que los diferentes pueblos nahuas, y los que estaban influenciados por estos, se consideraban herederos de la cultura tolteca y de su capital Tula (que tendría su apogeo en los siglos siguientes a la caída de Teotihuacán); y que según las tradiciones finalizó sus días en una guerra civil ocasionada aparentemente por un problema en la sucesión dinástica al trono de Tula, y como resultado la facción perdedora, comandada por el célebre personaje Ce Ácatl Topiltzin Quetzalcóatl, (que sus seguidores lo creían una encarnación del dios Quetzalcóatl) no halló mejor alternativa que abandonar México y emigrar a Centroamérica.
Las evidencias arqueológicas, lingüísticas y glotocronológicas sugieren que algunas poblaciones ubicadas en lo que ahora son los estados mexicanos de Durango, Zacatecas y San Luis Potosí emigraron a Veracruz alrededor del 500 o 600 d. C., donde surgiría el náhuatl oriental (el grupo al que pertenecería el idioma náhuat). Hacia el 800 d. C. algunas poblaciones emigraron hacia el Soconusco (en el sur de México), mientras que otras se quedaron en esa zona dando origen a los nonoalcas; a la vez ambos grupos estuvieron influenciados por los toltecas. De estos grupos, sobre todo de los nonoalcas de donde provendrían los pipiles.
Según los relatos de los nicaraos, registrados por Fray Juan de Torquemada en su libro Monarquía Indiana, sus antepasados dejaron el Soconusco debido a la expansión territorial y demanda de tributos de los Olmecas históricos u Olmeca-xicallancas (qué no hay que confundirlos con los Olmecas del preclásico; y que se considera que eran un grupo tri-étnico compuesto por nahuas, mixtecas y chocho-popolocas qué conquistaron Cholula alrededor del siglo IX).

#### Posclásico temprano y primeras migraciones nahuas
Por el 900 d. C. ocurrirían las primeras migraciones de nahuablantes hacia varias regiones de Guatemala, El Salvador y Honduras. Cuando estos grupos llegaban a un nuevo territorio, los pobladores primitivos que se opusieran a la ocupación de su tierra generalmente eran aniquilados por los nuevos pobladores, si esto no sucedía convivían pacíficamente; ejemplo de ello, es el sitio arqueológico Cara Sucia (en el municipio salvadoreño de San Francisco Menéndez, cerca de la frontera con Guatemala) qué fue destruido e incendiado por el 950 d. C.
En El Salvador, durante el posclásico temprano (900 d. C.-1200 d. C.), las poblaciones nahuas se establecerían principalmente en el valle de Chalchuapa, la parte superior de la cuenca del río Acelhuate, el valle de Sonsonate, la porción central del país, la región de Metapán del Lago de Guija, la planicie costera alrededor de Acajutla y la Costa del Bálsamo. En la zona de Chalchuapa, se ampliaría el centro ceremonial de Tazumal y se establecerían vínculos con los toltecas, como lo refleja el hallazgo de obsidiana verde (procedente de Pachuca) y la arquitectura de esta etapa en esa localidad que es denominada Fase Matzin; en cambio, en la zona central salvadoreña, se fundarían los sitios de Cihuatan y Las Marías, qué dominarían dicha zona y parte de la occidental durante esa etapa (conocida en la arqueología local como Fase Guazapa), y cuyas cerámicas principales muestran vínculos con Cholula.
Los sitios del posclásico temprano en El Salvador difieren de los del siguiente período (el posclásico tardío, 1200-1524 d. C.) tanto en cerámica como arquitectura. Un claro ejemplo es Cihuatán, cuya arquitectura es claramente urbana (por lo que se lo puede definir como una ciudad), a la vez que muy diferente a la de los centros pipiles del posclásico tardío, ya que su patrón arquitectónico es más semejante, aunque en menor escala, a la de las ciudades del centro de México hablantes de náhuatl en la época de la conquista (como Tenochtitlán o Tlaxcala); como puede verse en su tecpán o palacio, descubierto en 2004, cuya distribución de cuartos se asemeja a los del palacio de Moctezuma Xocoyotzin (tal y como lo muestra una imagen del Códice de Mendoza), y que tenía almenas huecas grandes (con forma escalonada coronada por un pico) en el borde de un techo plano similares a las descritas para el palacio de Xicoténcatl (en Tizatlan, Señorío de Tlaxcala); por lo que según el arqueólogo Paul Amaroli, esta ciudad y demás sitios contemporáneos se trata de una migración desde México que no fue exitosa, y que luego fue sucedido por una segunda migración mexicana distinta, la de los pipiles. Por otro lado, es en los centros ceremoniales donde se encuentran los rasgos provenientes de México (incluyendo las efigies de deidades como Tláloc o Xipe Totec); en cambio, en las áreas residenciales se encuentran rasgos típicos de las comunidades mayas precedentes del área, lo que muestra que no hubo cambios significativos en temas de etnicidad de la población.
En el siglo XIII, al finalizar el posclásico temprano, ocurriría la caída de Tula (la capital tolteca) y otros de ese período en México. Mientras que en El Salvador, el Tazumal sería abandonado,; y Cihuatán, Las Marías y demás sitios subordinados serían atacados y quemados.

#### Posclásico tardío, migración y formación de los señoríos pipiles

Entidades políticas que existían en Centroamérica en el antes de la llegada de los españoles; de ellas, las que son pipiles son: Isquintepeque, Mita, Cuzcatlán, Tezoatega y Cuauhcapolca (los habitantes de estas dos últimas son también conocidos como nicaraos); otras entidades con mucha influencia náhua y quizás con gobernantes pipiles o de otro grupo náhua son: Naco-Guaimura, Papayeca-Chapagua, y Mistega.

En el siglo XIII, se daría la última migración de nahuablantes, específicamente la de los nonoalcas, quienes crearían la cultura qué tras la conquista sería denominada como pipiles.
En El Salvador se fundarían una serie de poblaciones autónomas (denominadas en náhuatl altépetl) de las que sobresaldrían Cuzcatan (hoy Antiguo Cuscatlán), Itzalco o Itzcalco (que después de la conquista, su territorio principal sería dividido entre las poblaciones de Izalco y Caluco), Nonualco (cuyo territorio principal fue dividido después de la conquista entre Santiago Nonualco, San Juan Nonualco, San Pedro Nonualco, Zacatecoluca y Santa María Ostuma), y Cojutepeque; de estos sería sería el de Cuzcatan el que lograría la hegemonía, unificando el territorio en el Señorío de Cuzcatlán, nación que se extendía aproximadamente desde el río Paz hasta el río Lempa (cubriendo gran parte del occidente y centro de El Salvador), y el cual estaría en guerra con los cakchiqueles de Iximche para el momento de la llegada de los españoles. Económicamente, sobresalía el territorio controlado por Itzcalco por su cultivo de cacao; según un testigo indígena en el documento titulado "Pleitos seguidos por el senor fiscal de la audiencia contra don Diego de Guzmán" (que es un litigio legal contra el entonces encomendero de Tecpán Izalco hoy Izalco, del 11 de marzo de 1583), el gobernante de Itzalco o Itzcalco a la llegada de los españoles se llamaba Tehuehue (que probable era un título más que un nombre), y refiere que: «por ser señor natural que hera en tiempo de su gentilidad siempre tubo grandísima suma de millpas de cacao el d[ic]ho pueblo más que otro ninguno de aquella comarca»; este territorio, sería el último que quedaría bajo la hegemonía de Cuzcatan, unas pocas décadas antes de la conquista.
En la actual Guatemala serían fundados los señoríos de Isquintepeque (actual Escuintla) y Mita (actualmente Asunción Mita y Santa Catarina Mita), que se vieron influenciados por las poblaciones mayas (cakchiqueles, quichés, tzutujiles, y pokomames). De los dos, el más destacable, es el de Isquintepeque cuyas poblaciones serían fundadas unos 100 o 200 años antes de la conquista (quizás por pobladores del Soconusco, la bocacosta guatemalteca o de El Salvador), y que para la llegada de los españoles estaba en guerra con el señorío cakchiquel de Iximche (lo que aceleró su conquista); entre los sitios arqueológicos destacables del área están: Costa Rica (cuya ubicación correspondería a donde estuvo la población de Miahuatlán), Carolina-Gomera (que corresponderían a Texcuaco y Chipilapa respectivamente), Las Playas (que sería Teguantepeque), y Yolanda (que sería Utazingo). Según el documento anónimo del siglo XVII titulado «Tratado de la vida y muerte de nuestro Señor Jesu Christo, en lengua vulgar Mexicana de Guatemala», en Escuintla y el sudeste de Guatemala se hablaban 3 lenguas nahuas: la lengua reverencial (el náhuatl clásico de México, que llegó después de la conquista), la lengua vulgar (el náhuatl centroamericano, de la que se habló en la sección "etimología", en la parte de "convivencia de la etnia con hablantes de náhuatl") y el pipil; de este último afirma que era hablado en 2 o 3 poblaciones, y que los hablantes no solían ocuparla con los residentes españoles y sacerdotes, sino que para la comunicación interetnica ocupaban la lengua vulgar.
En lo que hoy es Honduras, los pipiles tendrían presencia en zonas del surponiente de ese país (donde se se verían influenciados por las poblaciones mayas chortís), así como en zonas del valle de Comayagua y Choluteca (donde tendrían influencia de los grupos lencas, chorotegas y matagalpas). También es posible que hubiese presencia de la etnia en los señoríos de Naco-Guaimura, y Papayeca-Chapagua. Asimismo, la zona de la costa atlántica hondureña tendría un gran atractivo comercial; y (como se mencionó en la sección "etimología", en la parte de "convivencia de la etnia con hablantes de náhuatl") en ella habría presencia de pochtecas (comerciantes) mexicas, y quizás de otros grupos nahuas, asentados en colonias mercantes; en la actualidad, aún hay descendientes de los pochtecas mexicas al noreste del departamento de Olancho. El conquistador Hernan Cortés informa que en la zona de Naco (donde estuvo por el año de 1525) los indígenas del centro de México que lo acompañaban se comunicaron con un grupo de residentes de Naco sin necesidad de intérpretes (lo que supone que hablaban náhuatl); asimismo, él nos informa que quien gobernaba Papayeca se llamaba Mazatl, quien fue sucedido por Pizacura.
Algunas poblaciones pipiles de Honduras o de El Salvador emigrararían a varias regiones de Nicaragua, donde darían origen a los nicaraos, pueblo de habla náhuat que fundaría en dicho país los señoríos de Quauhcapolca y Tezoatega. Para el siglo XVI también habría presencia de nicaraos en la zona del señorío de Mistega (al norponiente de Nicaragua), y en Bagaces (provincia de Guanacaste, Costa Rica; entonces parte del señorío Chorotega de Nicoya). A la llegada de los españoles el gobernante de Quauhcapolca era Nicarao (también conocido como Nicaragua; de ahí provienen tanto el nombre de la etnia en ese lugar como el nombre de ese país), mientras que el de Tezoatega era Agateyte (también conocido por los españoles como "El Viejo").

### Conquista y época colonial
En 1524, los pobladores de Isquintepeque serían conquistados y derrotados en batalla por Pedro de Alvarado. El resto de señoríos serían paulatinamente añadidos a la Corona castellana, generalmente luego de ser derrotados en sucesivos combates o escaramuzas. En 1528 caería el Señorío de Cuzcatlán, luego de lo cual se fundaría la villa de San Salvador; y para 1530 habían sido conquistadas las poblaciones nahuas en Honduras y en Nicaragua. Por la colonización y asimilación española se extinguirían las poblaciones pipiles en Guatemala, Honduras y Nicaragua, sobreviviendo su lengua y cultura en El Salvador.
Luego de la conquista, la población Indígena llegó a ser una minoría, llegando únicamente al 10 % del total de la población, debido principalmente a: las enfermedades que trajeron los castellanos (viruela, sarampión, peste bubónica, etc), qué provocaron la muerte de millares de indígenas en la época época colonial; y a la sobreexplotación laboral de los indígenas, sobre todo en la etapa inmediata a la conquista, para el trabajo en minas o el cultivo de cacao (cultivado en gran manera en Izalco, Caluco, Tacuzcalco y Nahulingo) o añil. Este última problemática se trataría de solucionar con las leyes nuevas (qué concedieron la abolición de la esclavitud indígena, la creación de los llamados pueblos de indios y sus respectivos cabildos, entre otras cosas) pero sería una problemática a lo largo de la colonia.
Para 1772, según informa el arzobispo de Guatemala Pedro Cortés y Larraz (en su obra titulada Descripción Geográfico-Moral de la diócesis de Goathemala) y los testimonios de los curas ante la visita del arzobispo, el nahuat aún se hablaba en 64 pueblos (y en algunos valles, cantones o caseríos, de esas poblaciones) repartidos en los curatos (conformados por una población cabecera de la parroquia y otros pueblos anexos) de: Ahuachapán, Apaneca, Ateos, Caluco, Guaymoco, Sonsonate, Izalco, Nahuizalco (todos ellos en la alcaldía mayor de Sonsonate), Santa Ana, Opico, Santo Tomás Texacuangos, San Salvador, Tonacatepeque, San Jacinto, Olocuilta, Cojutepeque, San Pedro Masahuat, Santiago Nonualco y Zacatecoluca (todas ellas, incluyendo los pueblos anexos del curato de Guaymoco, en la alcaldía mayor de San Salvador); habiendo un total de 56 292 hablantes. Mientras que el náhuatl (específicamente de aquellos grupo que acompañaron a los españoles y se asentaron en poblaciones como Mejicanos) era hablado en el curato de Mejicanos, que estaba conformado por las poblaciones de Mejicanos, Aculhuaca, San Sebastián Texincal (estas dos ahora parte de Ciudad Delgado), y Ayutuxtepeque, y que formaba parte de la alcaldía mayor de San Salvador; contando con un total de 4051 hablantes.

### Época contemporánea
Después de la independencia de España en 1821, se pueden definir dos periodos históricos en El Salvador. El primero, de 1821 a 1881, en el que el territorio pasó de ser un estado (de la República Federal de Centroamérica) a un naciente república, se vería inmerso en numerosos conflictos con las naciones vecinas, lo que llevaría a los gobiernos en turno a decretar impuestos forzosos para financiar a las tropas; esto provocaría que en 1833, desde Santiago Nonualco, el indígena Anastasio Aquino dirigiera una sublevación en contra de aquellas políticas de Estado, la cual fue brutalmente reprimida. Asimismo, la naciente República definiría su política económica a partir de la ampliación de la producción de añil y la experimentación con el café, lo que demandaría más tierras que se conseguiría a consecuencia del despojo a los pueblos indígenas de sus tierras comunales, que en 1881, por mandato legal, serían completamente abolidas.
El segundo periodo, comprende del año 1881 a 1930, periodo en que el café, exigió más tierras para expandir su producción, pues en 1930, aún en la crisis mundial, representaba el 90 % del total de exportaciones de El Salvador. En este periodo, según el antropólogo estadounidense Mac Chapin, los Pueblos Indígenas aún contaban con el 25 % de tierras comunales, las cuales fueron blanco de ataque.
En 1932 se produjo el levantamiento campesino en los territorios Indígenas de Juayua, Nahuizalco, Izalco y Tacuba, que fue reprimido militarmente por el gobierno del general Maximiliano Hernández Martínez, quien decretó frenar la movilización y la sublevación, ordenando asesinar a cualquiera que portaba machete y a todos los indígenas que portaban su indumentaria, o que hablaran su idioma; provocando la muerte, según estimaciones, de 25.000 a 32.000 indígenas, lo que lo convierte en el mayor etnocidio registrado en la historia contemporánea de El Salvador. Este genocidio indígena provocó que muchos pipiles abandonaran su lengua y tradiciones, ya que dicha represión llevó a muchos a ocultar su lengua e identidad cultural, incluso después de finalizado el gobierno de Martínez en 1944.
Para el 2008, el Atlas de la UNESCO de las lenguas del mundo en peligro, dio la alerta que el idioma Náhuat se encontraba en situación crítica, registrando a 200 hablantes. Mientras que el Cacaopera se considera extinto. El problema de la pérdida de idiomas para estos pueblos, es solo uno de tantos que deben afrontar bajo su situación de pobreza; se calcula que el 38.3 % de la población Indígena se encuentra en extrema pobreza y el 61.1 % en el umbral de la pobreza. Tan sólo el 0.6 % puede cubrir sus condiciones básicas de vida sin mayor complicación.
En el año 2014, el Estado de El Salvador reconocería a los pueblos indígenas sobrevivientes en El Salvador (nahuas, lencas, kakawiras), a través de la reforma del artículo 63 de la Constitución de la República. Una acción positiva pero tardía.

## Estructuras económicas, políticas y sociales

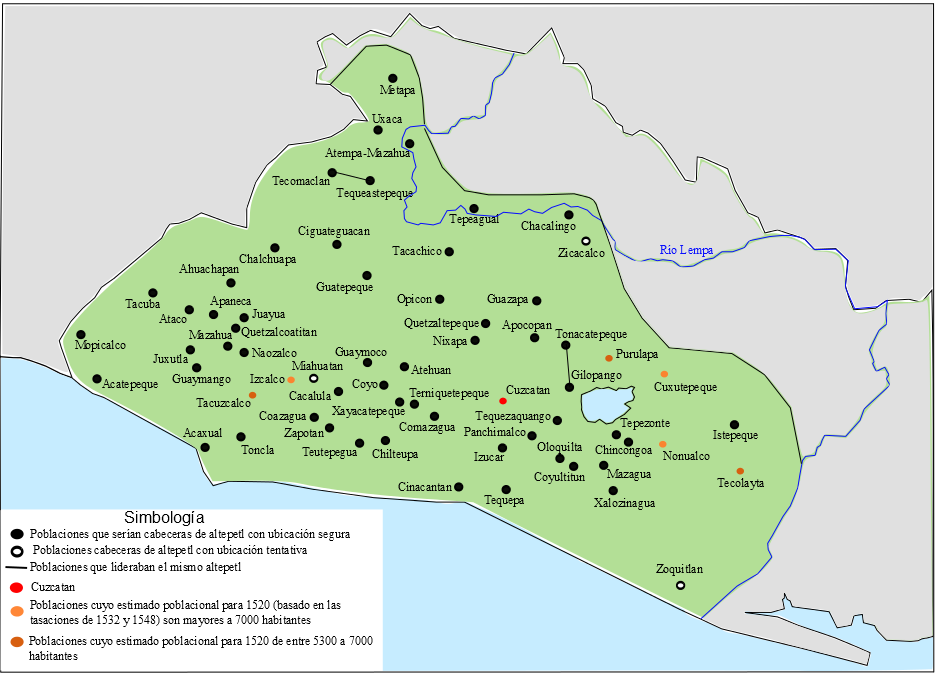
Poblaciones que serían cabeceras de altépetl o provincias en el Señorío de Cuzcatlán para el momento de la conquista. Con un punto rojo está señalado la ubicación de la capital Cuzcatán; con un punto naranja las poblaciones con un estimado poblacional para 1520 (basado en la Relación de Marroquin de 1532 y la Tasación de tributos de 1548) de más de 7000 habitantes, qué podrían haber sido sede de su propio taketzakayu o tlatohcayotl; con punto café las poblaciones con estimados poblacionales de entre 7000 y 5300 habitantes, que sobresalían de las demás poblaciones sede de altépetl o provincias tributarias; y con una línea aparecen unidas aquellas poblaciones que son mencionadas juntas en 1532 o 1548, y que podrían ser cabeceras de un mismo altépetl. En el mapa no aparecen las poblaciones, al no saber donde precisamente se ubicaban, de: Alzuneque, Ayvovasco, Coatamagaz y Coazalata (estas dos formarían un solo altépetl), Chichigualtepegua y Paluca (ambas formarían un solo altépetl con Opicon), Cozalchiname (que formaría un solo altépetl con Acatepeque) y Mascote.

Este grupo poblacional tendría durante el posclásico tardío las mismas estructuras económicas, sociales y políticas de los pueblos nahuas del actual México; por lo que cada una de sus entidades políticas estaba constituida por el mismo sistema celular, en el que cada unidad (llámese calpulli, altépetl o tlahtocayotl) tenía su propia autonomía, pudiendo tener sus propios rasgos lingüísticos, culturales, y de relaciones comerciales.
El centro de este sistema celular era el altépetl (cerro de agua), popularmente llamados cacicazgos, qué estaban subdividido en varios calpullis, conformados a su vez por uno o varios linaje. En los calpullis, estaban por un lado las tierras propias de cada miembro de la nobleza (pipiltin) y por el otro las tierras comunales que los gobernantes de cada uno de ellos repartían entre cada familia asentada en esa jurisdicción. Un buen ejemplo de está organización es Caluco, qué era una de las mitades (moieties, agrupaciones de calpullis) del altepétl de Izcalco o Izalco (siendo la otra Tecpán Izalco, la actual Izalco, donde residía el gobernante del altépetl), y que según un censo de 1582 se encontraba subdividido en 5 calpullis llamados: Caluco, Comalapa, Apaneca, Miahuatlán, y San Martín (desconociéndose en este último su nombre prehispánico); cuyos nombres no hay que confundir con otras poblaciones de igual nombre.
A diferencia de algunas de las entidades nahuas del centro de México como Tlaxcala, donde se encontraban separados el linaje del gobernante del altépetl (tecalli), los linaje nobles (pilcalli) y los de la gente común (los propios calpullis), dependiendo los dos últimos del primero pero como entidades distintas; en los pipiles se encontraban todos ellos en la misma jurisdicción (el calpulli), estando el Tecpán o palacio del gobernante en uno o varios de los calpullis principales, ya qué había casos de altépetl con 2 o 3 cabeceras (e igual número de líderes qué se repartíán los tributos equitativamente) como sería el caso de Gilopango/Tonacatepeque, Tequeastepeque (Texistepeque)/Tecomaclán, Opicon/Paluca/Chichigualtepegua, Coatamagaz/Coazalata, y Acatepeque/Cozalchiname, todos ellos en el actual El Salvador.

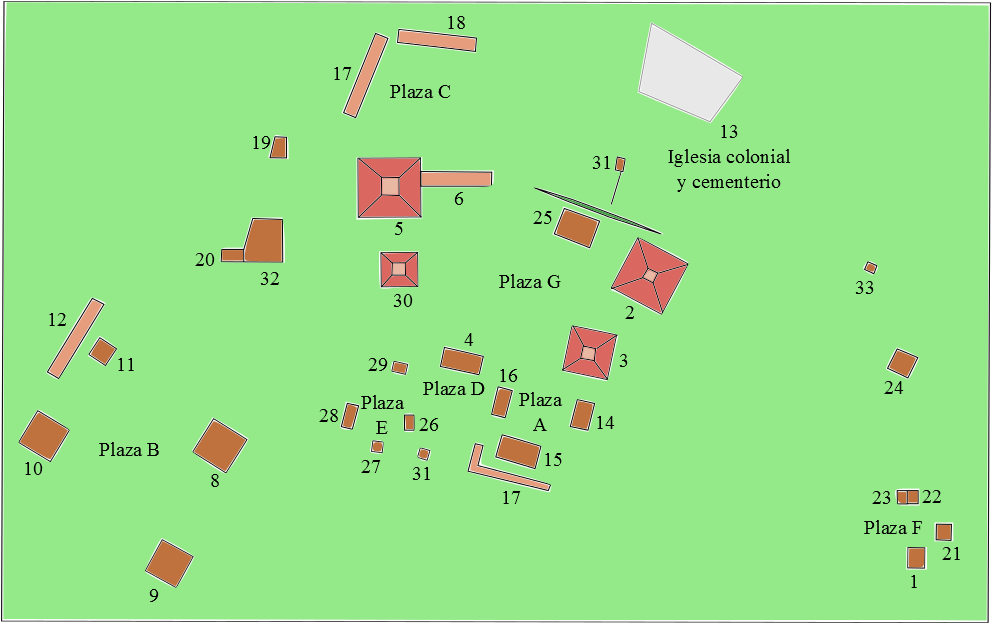
Estructuras del sitio arqueológico Tacuzcalco. En la imagen se muestran las plazas qué lo conforman, y en anaranjado las estructuras largas.

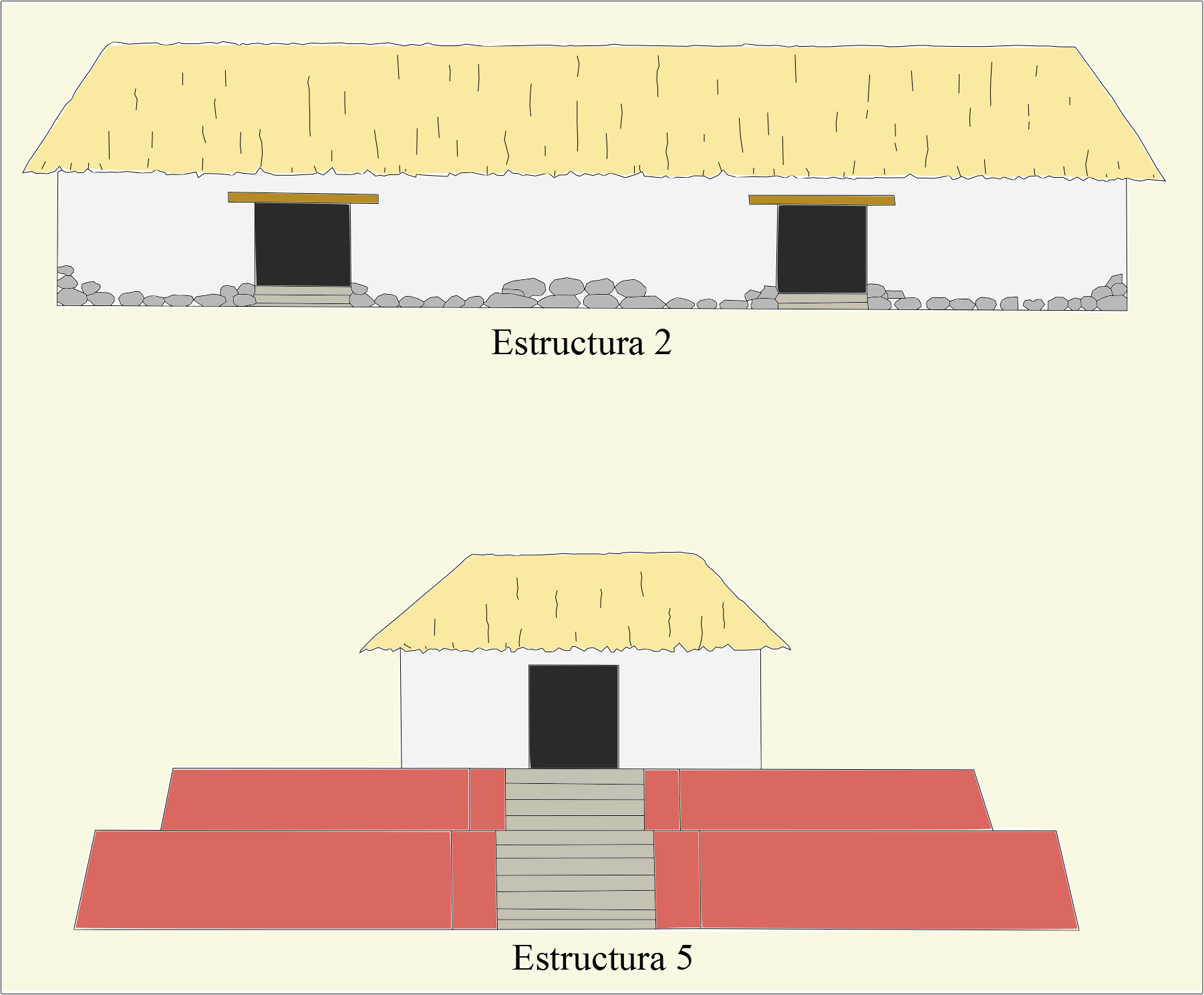
Reconstrucción de como se verían las estructuras 2 (arriba, estructura donde se reunían los líderes de un linaje en un calpulli) y estructura 5 (abajo, estructura ceremonial) en el sitio arqueológico Madreselva, qué fue parte de la ciudad de Cuzcatlán

En el centro de cada calpulli se encontraría una plaza, que estaba rodeada por las estructuras más importantes política y religiosamente hablando, y qué podían estar junto con plazas de otros calpullis o estar dispersos en el territorio del altépetl, de un modo u otro conformando las localidades qué los españoles denominaron pueblos, aldeas o estancias. Estas plazas eran lugares públicos que aumentaban la integración entre la nobleza y los plebeyos. Las estructuras más destacadas eran las casas alargadas donde conferenciaban los líderes de uno de los linajes que conformaban el calpulli (correspondiéndole al linaje principal la casa más larga). Entre los ejemplos arqueológicos o históricos están: Tacuzcalco, Cinacantan, Madreselva (Antiguo Cuscatlán), y El Güisnay (la extinta Mopicalco) en El Salvador; Carolina-Gomera, Las Playas, y Yolanda en Escuintla; y Tezoatega en Nicaragua.
Los principales grupos sociales eran los nobles y los sacerdotes quienes compartían el poder político con los guerreros más destacados. Al igual que los aztecas, en un principio eran los guerreros destacados quienes elegían a los gobernantes de los altépetl, pero con el tiempo los caciques dejaron de ser legibles y pasaron a ser heredados. Con el tiempo algunos altépetl irían imponiéndose sobre otros (por guerras o alianzas), conformando territorios más grandes (tlahtocayotl), en el caso del actual El Salvador ese sería el caso de Izcalco, Cuzcatlán, Nonualco y Cojutepeque, donde al final el de Cuzcatlán impondría su hegemonía formando un huey tlahtocayotl. Fuera del actual El Salvador, otros centros políticos y religiosos serían: Isquintepeque (Escuintla) y Mita, en Guatemala; Naco, en Honduras; y Quauhcapolca y Tezoatega, en Nicaragua.
La base de la pirámide social pipil estaba formada por comerciantes, artesanos y los campesinos (macehualtin); estos últimos, aparte de cultivar sus tierras, tenían la obligación de trabajar las tierras de los nobles y sacerdotes. Los prisioneros de guerra eran desposeídos de todos sus derechos y como esclavos se ocupaban de trabajar para las clases dominantes.
En El Salvador durante el posclásico temprano, la cerámica muestra continuidad dentro de la tradición local (de las poblaciones mayas qué había antes de la emigración de los pueblos nahuas) a lo que se suma material foráneo introducido por los recién llegados, qué en el caso de Cihuatan su grupo cerámico principal (el grupo banderas policromo, una versión local y temprana de la cerámica Mixteca Puebla) muestra vínculos con Cholula; y a través del comercio, desde sitios en el altiplano guatemalteco se importaría la cerámica Tohil Plomiza (qué era apreciada por su característico brillo metálico), y desde Costa Rica y Nicaragua se importaría la cerámica Nicoya polícroma, ambos tipos de cerámica serían de amplia difusión en la Mesosoamérica de entonces. Mientras que en el posclásico tardío, el inventario cerámico sería simplificado, desaparecen las cerámicas foráneas (procedentes del comercio), y continúan las cerámicas locales; la cerámica de El Salvador y de Escuintla en este período cuentan con características comunes como que: en su mayoría su repertorio cerámico es de estilos monocromos y bicromos (es decir de un solo color, sin adornos; y de dos colores); sus vasijas cuentan con adornos de color rojo en forma de figuras geométricas complejas; y tienen morteros y cuencos de paredes abiertas, y algunos grupos cuentan con soportes trípodes con efigies; por otro lado, en Escuintla se observa el contacto comercial con las poblaciones del altiplano guatemalteco (donde se encontraban los centros políticos de los pueblos mayas Quiche, Cakchiquel, Tzutujil, y Pokomam) debido a la presencia de varios grupos cerámicos procedentes de esa zona por el comercio, mientras que en El Salvador únicamente se encuentra la cerámica Chinautla (hallada primordialmente en Chalchuapa).
En la esfera religiosa, rendían culto a los dioses nahuas como: Quetzalcóatl, la serpiente emplumada; Tlaloc, dios de la lluvia y de la fertilidad; Xipe-Totec, este último muy vinculado a los sacrificios humanos.